# 电影出版委员会
电影出版委员会（英語：Film and Publication Board，简称FPB）为南非内容分类和监管机构，由交通部管理。委员会于1996年根据《电影和出版法》 成立，表面上旨在解决儿童色情和虐待儿童问题，并为电影、音乐和电视节目等公共消费媒体提供评级。根据这些指示，其设置可以视为南非审查制度之一。

## 总览

### 历史
在南非脱离种族隔离统治独立后不久，电影出版委员会根据1996年《电影和出版物法》成立。委员会的职能是接收电影或出版物的投诉或分级的申请，并根据其对不同观众的适合性对其进行分类。这些出版物包括电影，电视节目、电子游戏和音乐。
电影或出版物的分级将引来各种关于拥有，展示，发行或宣传电影或出版物的限制。设计了不同分级，其中最高分级是“ X18”，该分级禁止无特定许可的人分发内容，而此分级内容只有持牌机构可向成人提供。
委员会对科学内容（科学、纪录片、戏剧、艺术、文学、宗教电影或出版物）和媒体进行了某些关键性的豁免规定（因为拥有广播执照的人免于申请分类）。
该法还规定了上诉程序，允许FPB的裁决受到变更。
2020年3月3日， Netflix同意在南非分发内容时遵守电影出版委员会的分类规则。

### 等级
FPB设有以下评级标识：
| 图标 | 评分     | 描述 |
| ---- | -------- | --- |
|      | A        | 适合所有年龄段（仅适用于电影）                                                                                              |
|      | PG       | 允许所有年龄段，但低龄观众建议家长指导观看。                                                                                |
|      | 7-9 PG   | 该材料可能不适合7岁以下的儿童使用，但是看护者或父母可以决定7至9岁的儿童是否可以使用该材料。                                 |
|      | 10-12 PG | 该材料可能不适合10岁以下的儿童使用，但看护者或父母可以决定10至12岁的儿童是否可以使用该材料。                                |
|      | 13       | 不适合13岁以下的人士。 |
|      | 16       | 不适合16岁以下的人士。 |
|      | 18       | 不适合18岁以下的人士。 |
|      | X18      | 仅限成人。仅有许可的指定企业可以分发此内容，禁止向未成年人提供。 X18内容不得在电视或广播等公共媒体上播放。                  |
|      | XX       | 封禁。禁止在南非出售，租赁或展出。如包含兽交，奸尸，极端暴力，极端性暴力，美化犯罪或儿童色情内容，则FPB有权将此内容分为XX。 |

FPB提供以下内容分类：
| 图标 | 评分 | 名称           | 描述                                                                               |
| ---- | ---- | -------------- | ---------------------------------------------------------------------------------- |
| N/A  | B    | 亵渎           | 警告内容可能对宗教敏感                                                             |
| N/A  | CI   | 竞争强度       | 玩家个人参与的程度，以及在玩家参与各种游戏级别以获取奖励和奖励时所产生的兴奋程度   |
| N/A  | CT   | 犯罪技巧       | 可能危及生命的非法和危险行为的教学详细信息，其详细程度足以重新制定或自我指导       |
|      | d    | 毒品           | 滥用药物和酒精的场景                                                               |
|      | H    | 恐怖           | 恐怖场面                                                                           |
| N/A  | IAT  | 模仿行为或技巧 | 可能被复制或模仿的危险行为或技巧，尤其是儿童                                       |
|      | L    | 语言           | 使用不良语言                                                                       |
|      | N    | 裸露           | 涉及裸体的场景                                                                     |
|      | P    | 偏见           | 在种族，种族，性别，宗教，性取向或其他可识别的群体特征方面有偏见或成见的场景或语言 |
| N/A  | PPS  | 照片图案灵敏度 | 晕车和对低频声音的反应                                                             |
|      | S    | 性             | 涉及性，性行为或性相关活动的场景                                                   |
|      | SV   | 性暴力         | 涉及性暴力的场面                                                                   |
|      | V    | 暴力           | 身体和心理暴力场面                                                                 |